# Ансел Елгорт
Ансел Елгорт (енгл. Ansel Elgort; Њујорк, 14. март 1994) амерички је глумац, певач и ди-џеј (под именом Ansølo). Рођен у породици фотографа, Артура Елгорта, и сценске продуценткиње, Грете Барет Холби, своју глумачку каријеру започео је споредном улогом у хорор филму Кери (2013).
Елгорт је стекао шире признање када је глумио тинејџера оболелог од рака у љубавно-драмском филму Криве су звезде (2013) и по својој споредној улози у филмовима Трилогија Другачија (2014—2016). Године 2017, играо је насловног лика у акционом трилеру Едгара Рајта, Возач, за који је добио номинацију за награду Златни глобус за најбољег глумца у играном филму — мјузикл или комедија.

## Филмографија

### Филм
| Година | Српски назив                  | Изворни назив | Улога              | Напомене    |
| ------ | ----------------------------- | ------------- | ------------------ | ----------- |
| 2013.  | Кери                          |               | Томи Рос           |             |
| 2014.  | Другачија                     |               | Кејлеб Прајор      |             |
| 2014.  | Криве су звезде               |               | Огастус Вотерс     |             |
| 2014.  | Мушкарци, жене и деца         |               | Тим Муни           |             |
| 2015.  | Трилогија Другачија: Побуњени |               | Кејлеб Прајор      |             |
| 2015.  | Градови на папиру             |               | Мејсон             | камео улога |
| 2016.  | Трилогија Другачија: Одани    |               | Кејлеб Прајор      |             |
| 2017.  | Возач                         |               | Возач / Мајлс      |             |
| 2017.  | Новембарски криминалци        |               | Адисон Шахт        |             |
| 2018.  | Џонатан                       |               | Џонатан / Џон      |             |
| 2018.  | Клуб дечака милијардера       |               | Џо Хант            |             |
| 2019.  | Чешљугар                      |               | Теодор „Тео” Декер |             |
| 2021.  | Прича са западне стране       |               | Тони               |             |

### Телевизија
| Година     | Српски назив  | Изворни назив | Улога           | Напомене                 |
| ---------- | ------------- | ------------- | --------------- | ------------------------ |
| 2022—данас | Пороци Токија |               | Џејк Ејделстајн | такође извршни продуцент |